# 藤村徹
藤村 徹（ふじむら とおる、1953年6月21日 - ）は、サンテレビジョンの元アナウンサーである。京都府京都市出身。

## 来歴・人物
1979年にサンテレビ入社。「ニュースEyeランド」では、約10年間にわたってキャスターの一人を務め、同番組終了後の2007年4月にアナウンサーの職を離れた。

## アナウンサー時代の担当番組
- SUN-TVニュース
- ニュースEyeランドf(1996年10月〜2000年3月)
- ニュースEyeランド(2000年4月〜2007年3月)

## エピソード
- 小学5年生から中学・高校・大学に至るまで一貫して放送部員であり、「趣味である、この仕事に就けたのはラッキーだったのかもしれない」と本人は語っている。

- 1995年1月17日に発生した阪神・淡路大震災の際、サンテレビから最初に顔出しで震災発生のニュースを伝えたのが藤村である。午前8時14分から代わりのアナウンサーが到着する午後6時まで、実に10時間にわたってニュースを伝え続けた。その時、藤村の服装は上半身こそ背広にネクタイ姿であったが、テレビに映らない下半身は家を出た時のカジュアルパンツのままであった。